# Parada de la Sierra (Castrelo del Valle)
Parada de la Sierra (llamada oficialmente San Lucas de Parada da Serra) es una parroquia española del municipio de Castrelo del Valle, en la provincia de Orense, Galicia.

## Toponimia
La parroquia también es conocida por el nombre de San Lucas de Parada de la Sierra.

## Organización territorial
La parroquia está formada por una entidad de población:
- Veiga de Nostre

## Demografía
Gráfica demográfica del lugar de Veiga de Nostre  y de la parroquia de Parada de la Sierra según el INE español:
| Gráfica de evolución demográfica de Parada de la Sierra entre 2000 y 2022 |
|                                                                           |
| Datos según el nomenclátor publicado por el INE.                          |